# Jogging Volley Altamura 2006-2007
Questa voce raccoglie le informazioni riguardanti la Jogging Volley Altamura nelle competizioni ufficiali della stagione 2006-2007.

## Stagione
La stagione 2006-07 è per la Jogging Volley Altamura, sponsorizzata dalla Lines e dalla Egocapitanata, la prima in Serie A1: la squadra infatti ottiene la partecipazione al massimo campionato italiano dopo la vittoria dei play-off promozione della Serie A2 2005-06. Viene confermato l'allenatore Ettore Guidetti, mentre la rosa è completamente stravolta con le uniche due conferme di Maria del Rosario Romanò e Tat'jana Men'šova: tra gli acquisti spiccano quelli di Erin Aldrich, Áurea Cruz, Biljana Gligorović, Lily Kahumoku, Katarína Kováčová, Tetjana Voronina, Norma Pilota e Sara Gaggiotti, mentre tra le partenze figurano quelle di Daniela Biamonte, Dahiana Burgos, Diana Marc, Maria Pia Romanò, Natalia Serena e Valentina Serena.
Il campionato si apre con la sconfitta in casa dell'Asystel Volley, mentre la prima vittoria arriva durante la terza giornata, in casa del Chieri Volley: nel resto del girone di andata la squadra pugliese riesce a vincere una sola altra partita, nella nona giornata, contro il River Volley, chiudendo all'undicesimo posto in classifica, non utile per essere ripescata in Coppa Italia. Il girone di ritorno inizia con il successo sul club di Novara e dopo tre stop arrivano due vittorie consecutive: nelle ultime cinque partite della regular season la Jogging Volley Altamura si aggiudica altre due sfide, chiudendo al nono posto in classifica, fuori dalla zona dei play-off scudetto.
Il nono posto al termine della regular season qualifica la squadra di Altamura al primo turno della Coppa di Lega: tuttavia l'avventura nella competizione termina immediatamente a seguito della doppia sconfitta contro il Volley Club Padova.
Tutte le società partecipanti alla Serie A1 2006-07 sono di diritto qualificate alla Coppa Italia: nella fase a gironi la Jogging Volley Altamura chiude il proprio raggruppamento all'ultimo posto, venendo eliminata dal torneo, senza poi poter beneficare del ripescaggio visto l'ultimo posto in classifica al termine del girone di andata del campionato.

## Organigramma societario
Area direttiva
- Presidente: Andrea D'Ambrosio

Area tecnica
- Allenatore: Ettore Guidetti
- Allenatore in seconda: Giovanni Moschetti
- Scout man: Ezio Meledandri

Area sanitaria
- Medico: Giuseppe Direnzo
- Fisioterapista: Pasquale Piacenza

## Rosa
| N° | Nome                     | Ruolo | Data di nascita  | Nazionalità sportiva |
| -- | ------------------------ | ----- | ---------------- | -------------------- |
| 1  | Erin Aldrich             | C     | 27 dicembre 1977 | Stati Uniti          |
| 2  | Valentina Palasciano     | C     | -                | Italia               |
| 5  | Elvira Savostianova      | S     | 5 agosto 1974    | Italia               |
| 7  | Maria del Rosario Romanò | C     | 13 febbraio 1976 | Italia               |
| 8  | Áurea Cruz               | S     | 10 gennaio 1982  | Porto Rico           |
| 9  | Katarína Kováčová        | C     | 21 ottobre 1981  | Slovacchia           |
| 10 | Biljana Gligorović       | P     | 31 gennaio 1982  | Croazia              |
| 11 | Tonia Mezzapesa          | P     | 8 gennaio 1985   | Italia               |
| 12 | Sara Gaggiotti           | L     | 31 luglio 1989   | Italia               |
| 13 | Tat'jana Men'šova        | S     | 13 gennaio 1970  | Kazakistan           |
| 13 | Maria Denora             | S     | -                | Italia               |
| 13 | Marisa Dileo             | C     | -                | Italia               |
| 13 | Chiara Casiello          | S     | -                | Italia               |
| 13 | Mariapia Cicciamarra     | S     | -                | Italia               |
| 14 | Lily Kahumoku            | S     | 24 giugno 1981   | Stati Uniti          |
| 15 | Tetjana Voronina         | S/O   | 20 ottobre 1977  | Kazakistan           |
| 16 | Norma Pilota             | S     | 8 agosto 1973    | Italia               |

## Mercato
| Acquisti | Acquisti             | Acquisti            | Acquisti   |
| R.       | Nome                 | da                  | Modalità   |
| -------- | -------------------- | ------------------- | ---------- |
| C        | Erin Aldrich         | Giannino Pieralisi  | definitivo |
| S        | Chiara Casiello      | ?                   | definitivo |
| S        | Mariapia Cicciamarra | ?                   | definitivo |
| S        | Áurea Cruz           | Airone              | definitivo |
| S        | Maria Denora         | ?                   | definitivo |
| C        | Marisa Dileo         | ?                   | definitivo |
| L        | Sara Gaggiotti       | Sacrata             | definitivo |
| P        | Biljana Gligorović   | ?                   | definitivo |
| C        | Katarína Kováčová    | Aragona             | definitivo |
| S        | Lily Kahumoku        | Robur Tiboni Urbino | definitivo |
| P        | Tonia Mezzapesa      | Accademia Benevento | definitivo |
| C        | Valentina Palasciano | ?                   | definitivo |
| S        | Norma Pilota         | Aragona             | definitivo |
| S        | Elvira Savostianova  | Virtus Roma         | definitivo |
| S/O      | Tetjana Voronina     | Emlak-TOKİ          | definitivo |

| Cessioni | Cessioni         | Cessioni        | Cessioni   |
| R.       | Nome             | a               | Modalità   |
| -------- | ---------------- | --------------- | ---------- |
| S/O      | Daniela Biamonte | Time Matera     | definitivo |
| S        | Dahiana Burgos   | ?               | definitivo |
| C        | Valetina Ciacca  | Lamezia         | definitivo |
| S        | Diana Marc       | Brunelli        | definitivo |
| L        | Chiara Perroni   | Ostiano         | definitivo |
| C        | Maria Pia Romanò | Arzano          | definitivo |
| P        | Paola Russo      | ?               | definitivo |
| S        | Natalia Serena   | Ostiano         | definitivo |
| P        | Valentina Serena | Spes Conegliano | definitivo |

## Risultati

### Serie A1

#### Girone di andata
| 1ª giornata - 26 novembre 2006 PalaDalLago, Novara                  | Asystel     | 3 - 0 | Altamura           | 25-9, 25-16, 25-19                |
| 2ª giornata - 3 dicembre 2006 PalaBaldassarra, Altamura             | Altamura    | 2 - 3 | Robursport Pesaro  | 19-25, 26-24, 25-22, 14-25, 11-15 |
| 3ª giornata - 10 dicembre 2006 PalaMaddalene, Chieri                | Chieri      | 1 - 3 | Altamura           | 18-25, 24-26, 25-20, 22-25        |
| 4ª giornata - 17 dicembre 2006 PalaBaldassarra, Altamura            | Altamura    | 1 - 3 | Sirio Perugia      | 22-25, 27-25, 20-25, 11-25        |
| 5ª giornata - 30 dicembre 2006 PalaArcella, Padova                  | Club Padova | 3 - 0 | Altamura           | 25-18, 25-22, 25-18               |
| 6ª giornata - 7 gennaio 2007 PalaGalassi, Forlì                     | Forlì       | 3 - 2 | Altamura           | 25-21, 25-15, 23-25, 24-26, 15-13 |
| 7ª giornata - 13 gennaio 2007 PalaBaldassarra, Altamura             | Altamura    | 1 - 3 | Giannino Pieralisi | 16-25, 27-25, 18-25, 23-25        |
| 8ª giornata - 21 gennaio 2007 PalaCooper, Santeramo in Colle        | Santeramo   | 3 - 0 | Altamura           | 25-18, 25-22, 25-22               |
| 9ª giornata - 28 gennaio 2007 PalaBaldassarra, Altamura             | Altamura    | 3 - 0 | River              | 25-19, 25-19, 25-23               |
| 10ª giornata - 4 febbraio 2007 PalaBaldassarra, Altamura            | Altamura    | 0 - 3 | Bergamo            | 21-25, 16-25, 18-25               |
| 11ª giornata - 11 febbraio 2007 Palasport Città di Vicenza, Vicenza | Vicenza     | 3 - 2 | Altamura           | 20-25, 25-21, 25-17, 22-25, 15-10 |

#### Girone di ritorno
| 12ª giornata - 18 febbraio 2007 PalaBaldassarra, Altamura           | Altamura           | 3 - 0 | Asystel     | 25-17, 25-18, 26-24               |
| 13ª giornata - 25 febbraio 2007 PalaDionigi, Sant'Angelo in Lizzola | Robursport Pesaro  | 3 - 0 | Altamura    | 25-15, 25-19, 25-18               |
| 14ª giornata - 11 marzo 2007 PalaBaldassarra, Altamura              | Altamura           | 0 - 3 | Chieri      | 28-30, 20-25, 21-25               |
| 15ª giornata - 21 marzo 2007 PalaEvangelisti, Perugia               | Sirio Perugia      | 3 - 0 | Altamura    | 25-17, 25-17, 25-21               |
| 16ª giornata - 25 marzo 2007 PalaBaldassarra, Altamura              | Altamura           | 3 - 0 | Club Padova | 25-21, 25-23, 25-22               |
| 17ª giornata - 7 aprile 2007 PalaBaldassarra, Altamura              | Altamura           | 3 - 0 | Forlì       | 25-23, 25-17, 25-20               |
| 18ª giornata - 15 aprile 2007 PalaTriccoli, Jesi                    | Giannino Pieralisi | 3 - 0 | Altamura    | 25-21, 25-12, 25-20               |
| 19ª giornata - 22 aprile 2007 PalaBaldassarra, Altamura             | Altamura           | 2 - 3 | Santeramo   | 22-25, 25-23, 25-18, 15-25, 15-17 |
| 20ª giornata - 25 aprile 2007 PalaFranzanti, Piacenza               | River              | 3 - 2 | Altamura    | 28-26, 16-25, 25-18, 23-25, 15-13 |
| 21ª giornata - 28 aprile 2007 PalaNorda, Bergamo                    | Bergamo            | 3 - 1 | Altamura    | 25-14, 25-14, 24-26, 25-12        |
| 22ª giornata - 6 maggio 2007 PalaBaldassarra, Altamura              | Altamura           | 3 - 0 | Vicenza     | 25-21, 25-18, 25-18               |

### Coppa Italia

#### Fase a gironi
| 1ª giornata - 1º ottobre 2006 PalaTriccoli, Jesi             | Giannino Pieralisi | 3 - 1 | Altamura           | 25-20, 25-13, 17-25, 25-20 |
| 2ª giornata - 8 ottobre 2006 PalaBaldassarre, Altamura       | Altamura           | 0 - 3 | Santeramo          | 13-25, 23-25, 19-25        |
| 3ª giornata - 15 ottobre 2006 PalaBaldassarre, Altamura      | Altamura           | 0 - 3 | Sirio Perugia      | 18-25, 15-25, 23-25        |
| 4ª giornata - 22 ottobre 2006 PalaEvangelisti, Perugia       | Sirio Perugia      | 3 - 0 | Altamura           | 25-22, 25-14, 25-10        |
| 5ª giornata - 29 ottobre 2006 PalaCooper, Santeramo in Colle | Santeramo          | 3 - 0 | Altamura           | 25-16, 25-17, 25-13        |
| 6ª giornata - 5 novembre 2006 PalaBaldassarra, Altamura      | Altamura           | 3 - 1 | Giannino Pieralisi | 25-13, 25-13, 18-25, 25-22 |

### Coppa di Lega

#### Fase a eliminazione diretta
| Prima fase (andata) - 20 maggio 2007 PalaBaldassarra, Altamura | Altamura    | 1 - 3 | Club Padova | 20-25, 19-25, 25-22, 16-25 |
| Prima fase (ritorno) - 23 maggio 2007 PalaArcella, Padova      | Club Padova | 3 - 0 | Altamura    | 25-12, 25-13, 25-23        |

## Statistiche

### Statistiche di squadra
| Competizione  | Punti | In casa | In casa | In casa | In trasferta | In trasferta | In trasferta | Totale | Totale | Totale |
| Competizione  | Punti | G       | V       | P       | G            | V            | P            | G      | V      | P      |
| ------------- | ----- | ------- | ------- | ------- | ------------ | ------------ | ------------ | ------ | ------ | ------ |
| Serie A1      | 23    | 11      | 5       | 6       | 11           | 1            | 10           | 22     | 6      | 16     |
| Coppa Italia  | 3     | 3       | 1       | 2       | 3            | 0            | 3            | 6      | 1      | 5      |
| Coppa di Lega | -     | 1       | 0       | 1       | 1            | 0            | 1            | 2      | 0      | 2      |
| Totale        |       |         |         |         |              |              |              |        |        |        |

G = partite giocate; V = partite vinte; P = partite perse

### Statistiche dei giocatori
| Giocatore       | Serie A1 | Serie A1 | Serie A1 | Serie A1 | Serie A1 | Coppa Italia | Coppa Italia | Coppa Italia | Coppa Italia | Coppa Italia | Coppa di Lega | Coppa di Lega | Coppa di Lega | Coppa di Lega | Coppa di Lega | Totale | Totale | Totale | Totale | Totale |
| Giocatore       | P        | PT       | AV       | MV       | BV       | P            | PT           | AV           | MV           | BV           | P             | PT            | AV            | MV            | BV            | P      | PT     | AV     | MV     | BV     |
| --------------- | -------- | -------- | -------- | -------- | -------- | ------------ | ------------ | ------------ | ------------ | ------------ | ------------- | ------------- | ------------- | ------------- | ------------- | ------ | ------ | ------ | ------ | ------ |
| E. Aldrich      | 22       | 228      | 176      | 50       | 2        | 6            | 63           | 48           | 11           | 4            | -             | -             | -             | -             | -             | 28     | 291    | 224    | 61     | 6      |
| C. Casiello     | -        | -        | -        | -        | -        | 0            | 0            | 0            | 0            | 0            | -             | -             | -             | -             | -             | 0      | 0      | 0      | 0      | 0      |
| M. Cicciamarra  | 0        | 0        | 0        | 0        | 0        | 0            | 0            | 0            | 0            | 0            | 0             | 0             | 0             | 0             | 0             | 0      | 0      | 0      | 0      | 0      |
| Á. Cruz         | 21       | 256      | 225      | 17       | 14       | 0            | 0            | 0            | 0            | 0            | 0             | 0             | 0             | 0             | 0             | 21     | 256    | 225    | 17     | 14     |
| M. Denora       | 0        | 0        | 0        | 0        | 0        | -            | -            | -            | -            | -            | -             | -             | -             | -             | -             | 0      | 0      | 0      | 0      | 0      |
| M. Dileo        | -        | -        | -        | -        | -        | 0            | 0            | 0            | 0            | 0            | -             | -             | -             | -             | -             | 0      | 0      | 0      | 0      | 0      |
| S. Gaggiotti    | 16       | 0        | 0        | 0        | 0        | 4            | 0            | 0            | 0            | 0            | 2             | 0             | 0             | 0             | 0             | 22     | 0      | 0      | 0      | 0      |
| B. Gligorović   | 22       | 94       | 52       | 31       | 11       | 6            | 15           | 9            | 6            | 0            | 0             | 0             | 0             | 0             | 0             | 28     | 109    | 61     | 37     | 11     |
| L. Kahumoku     | 17       | 21       | 20       | 0        | 1        | 4            | 52           | 43           | 9            | 0            | 2             | 21            | 17            | 3             | 1             | 23     | 94     | 80     | 12     | 2      |
| K. Kováčová     | 11       | 0        | 0        | 0        | 0        | 3            | 10           | 5            | 5            | 0            | 2             | 14            | 9             | 5             | 0             | 15     | 24     | 14     | 10     | 0      |
| T. Men'šova     | 21       | 210      | 174      | 26       | 10       | -            | -            | -            | -            | -            | 2             | 11            | 8             | 2             | 1             | 23     | 221    | 182    | 28     | 11     |
| T. Mezzapesa    | 4        | 2        | 0        | 1        | 1        | 5            | 5            | 2            | 3            | 0            | 2             | 2             | 1             | 0             | 1             | 11     | 9      | 3      | 4      | 2      |
| V. Palasciano   | -        | -        | -        | -        | -        | 0            | 0            | 0            | 0            | 0            | -             | -             | -             | -             | -             | 0      | 0      | 0      | 0      | 0      |
| N. Pilota       | 19       | 0        | 0        | 0        | 0        | 5            | 5            | 4            | 0            | 1            | 2             | 0             | 0             | 0             | 0             | 26     | 5      | 4      | 0      | 1      |
| M. Romanò       | 22       | 159      | 111      | 37       | 11       | 6            | 50           | 35           | 8            | 7            | 2             | 9             | 4             | 3             | 2             | 30     | 218    | 150    | 48     | 20     |
| E. Savostianova | 3        | 5        | 2        | 2        | 1        | 1            | 6            | 5            | 1            | 0            | 0             | 0             | 0             | 0             | 0             | 4      | 11     | 7      | 3      | 1      |
| T. Voronina     | 22       | 253      | 213      | 24       | 16       | 5            | 41           | 33           | 3            | 5            | 2             | 33            | 30            | 0             | 3             | 29     | 327    | 276    | 27     | 24     |

P = presenze; PT = punti totali; AV = attacchi vincenti; MV = muri vincenti; BV = battute vincenti